# Телепину (бог)
Телепину — бог урожая и плодородия в хеттской мифологии, первоначально относившийся к пантеону богов у хаттов.
У хаттов Телепину был сыном бога грозы Тару (Тешуба) и богини Солнца (города Аринна), мужем Хатепину, дочери бога моря. Как сын бога грозы, Телепину обладал также властью над громом, молнией и дождём, что способствовало орошению полей и произрастанию злаков. Символом бога Телепину был дуб, а его культовым центром — город Тавана.
Легенда о Телепину являлась частью ритуала по умилостивлению богов в тяжёлые времена. Она сохранилась до наших дней в отрывках и различных версиях. Начало повествования отсутствует, однако из последующего текста ясно, что бог Телепину внезапно исчез. Из-за этого в очагах погас огонь, боги и люди чувствовали себя обессилевшими, овцы и коровы перестали кормить своих детёнышей, зерно больше не созревало. Бог Солнца отправил посланцев к орлу и богу ветра с тем, чтобы они помогли в розыске Телепину, однако их старания оказались безуспешными. В конце концов мать богов Ханнаханна послала на поиски пчелу. Пчела нашла мирно спящего Телепину и, недолго думая, ужалила его, чтобы разбудить. Пробудившийся таким способом бог пришёл в ярость и причинил ущерба ещё больше, чем было, пока он спал. Даже боги были напуганы. Для укрощения разбушевавшегося Телепину была вызвана волшебница Камрусепа. При помощи заклинаний очистила она бога урожая от злобы и дурного настроения. Телепину возвратился, и земля снова стала плодородной.